# Kraftwerk Kartell
Das Kraftwerk Kartell ist ein Wasserspeicherkraftwerk am Verwallsee auf dem Gemeindegebiet von St. Anton am Arlberg im Bezirk Landeck im Bundesland Tirol.

## Beschreibung

### Speicher Kartell

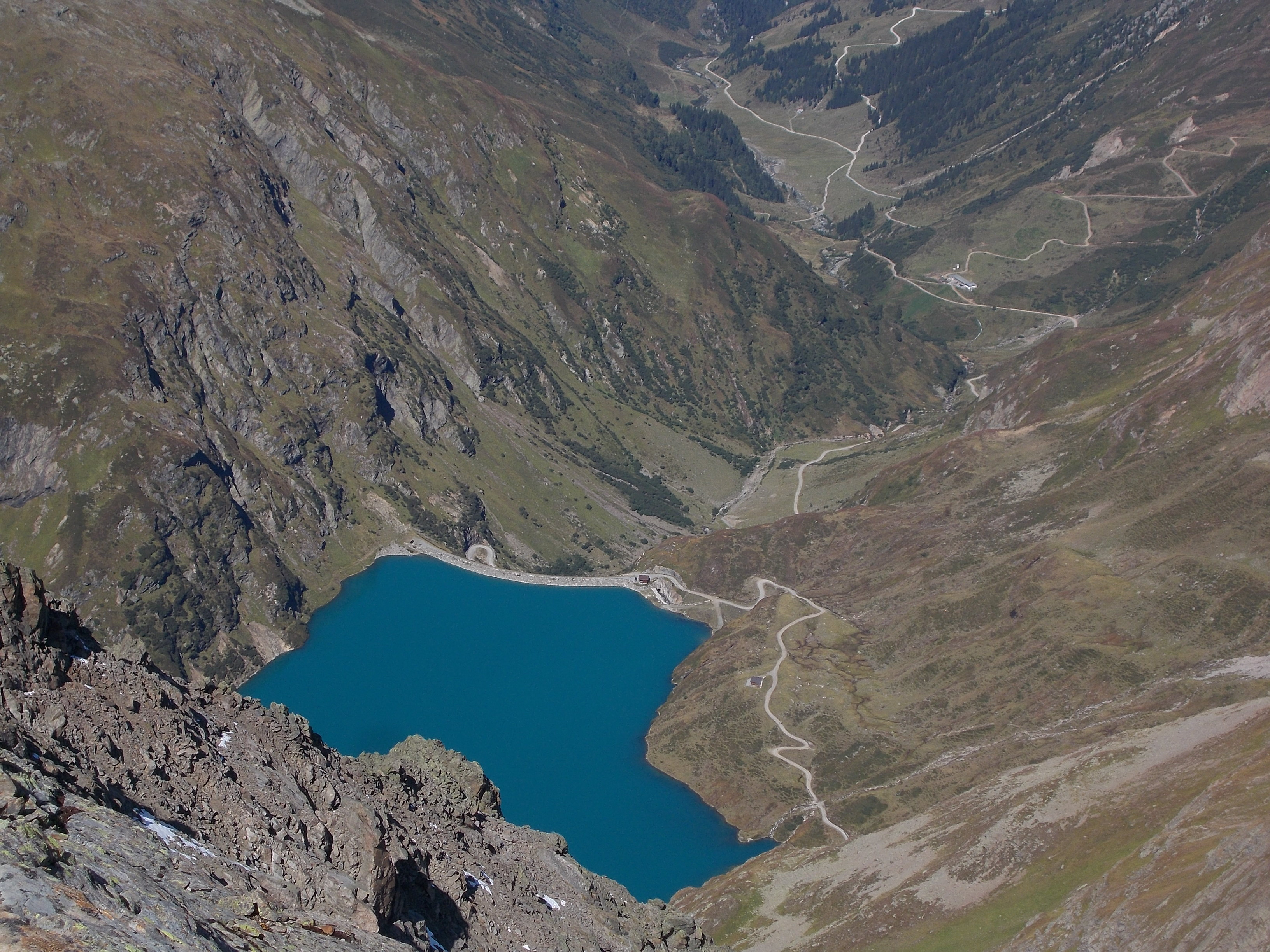
Blick von der Saumspitze auf den Stausee Kartell

Der Speicher Kartell (auch Kartellspeicher oder Kartellsee genannt) liegt im Kartellboden in einer großen, flachen Talausweitung des Moostals und hat einen Schüttdamm mit mineralischem Dichtkern. Durch Errichtung des Dammes an der Talverengung, die den Kartellboden talabwärts abschließt, wurde ein Stausee mit einer Oberfläche von 32 Hektar und einem Nutzinhalt von 7,8 mio. m³ geschaffen. Der Staudamm hat eine Höhe von maximal 80 Meter auf der Luft- und maximal 50 Meter auf der Wasserseite, die Dammkrone ist 250 Meter lang und 6 Meter breit, während die Sohlbreite 215 Meter beträgt. Das Stauziel liegt auf 2.020 Meter und die Dammkrone auf 2.023 Meter; das Absenkziel befindet sich auf 1.985 Meter. Damit ist eine maximale Bruttofallhöhe von 535 Meter möglich.

### Wasserführung
Von dem unterhalb des Absenkziels gelegenen Einlaufbauwerk wird das Wasser in nordwestlicher Richtung unter Großer und Kleiner Sulzspitze durch einen 3.950 Meter langen Druckstollen (Durchmesser 3,20 Meter) zunächst zu einer Apparatekammer (in der zwei Absperrklappen angeordnet sind) und dann zu einem Wasserschloss, das der Dämpfung von Druckschwankungen bei Änderung der Durchflussmenge dient, geleitet. Von dort gelangt es durch eine 950 Meter lange Druckrohrleitung mit einem Durchmesser von zuerst 1 Meter, dann 0,9 Meter und einer Neigung von bis zu 51 Grad in das Krafthaus.

### Krafthaus
Das Krafthaus liegt am Beginn der Stauwurzel am Ostufer des Verwallsees in 1.485 Meter Seehöhe. Im Maschinenhaus sind zwei zweidüsige Peltonturbinen von 1,20 Meter Durchmesser installiert, die bei Vollleistung je 1.000 Liter Wasser pro Sekunde schlucken und mit einer Drehzahl von 1.000 Umdrehungen pro Minute laufen. Sie treiben zwei Generatoren mit einer Generatorspannung von 5.000 Volt und einer Frequenz von 50 Hertz an. Der so erzeugte Drehstrom wird in den Blocktransformator im Krafthaus abgeleitet und von dort per Erdkabel zur Kuppelstation Mooserkreuz und weiter zur Kuppelstation Sonnenheim abgeführt.  
Das abgearbeitete Wasser wird im Verwallsee gespeichert und kann im Kraftwerk Rosanna nochmals für die Stromgewinnung genutzt werden.  